# Дослідницько-випробувальне командування армії США
Дослідницько-випробувальне командування армії США (англ. United States Army Test and Evaluation Command, ATEC) — одне з командувань американської армії, що входить до складу подібних структур Збройних сил США, і відповідає за експериментальні випробування та іспити в різних умовах, незалежну аналітичну оцінку та тестування усілякого озброєння, військової техніки, екіпірування та майна, що надходитиме на озброєння армії Сполучених Штатів.
Дослідницько-випробувальне командування армії США має розгалужену інфраструктуру по усім США, власно командування розташоване на Абердинському випробувальному полігоні, Меріленд.

## Дослідницько-випробувальні полігони, бази та центри
- Абердинський випробувальний полігон
- Редстоун-Арсенал
- Випробувальний полігон «Дагвей»
- Форт Гуачука
- Ракетний полігон «Вайт Сендс»
- Випробувальний полігон в Юмі
- Форт Грилі